# Liste der Mitglieder des Bayerischen Landtages (Königreich, 20. Wahlperiode)
Diese Liste gibt einen Überblick über alle Mitglieder des Bayerischen Landtages in der 20. Wahlperiode des Königreichs Bayern (1907–1911). In die Wahlperiode fallen die Sitzungen des 35. Landtags vom 27. September 1907 bis zum 14. November 1911.

## Kammer der Abgeordneten

### Präsidium
- Präsident: Georg Ritter von Orterer (1849–1916)
- 1. Vizepräsident: Theobald Ritter von Fuchs (1852–1943)
- 2. Vizepräsident: Karl Hammerschmidt (1862–1932)
- 1. Schriftführer: August Wörle (1860–1920)
- 2. Schriftführer: Karl Prieger
- 3. Schriftführer: Alois Frank (1859–1940)
- 4. Schriftführer: Karl Schmidt

### Abgeordnete

#### A
- Eugen Abresch (1867–1952)
- Johann Ach
- Josef Aichbichler (1845–1912)
- Andreas Ankenbrand
- Erhard Auer (1874–1945)

#### B
- Sebastian Bauer (1867–1931)
- Friedrich Beckh (1843–1927)
- Adolf Berdel (1860–1925)
- Joseph Bill (1862–1918)
- Rupert Mathias Max Bittner
- Franz von Buhl (1867–1921)
- Friedrich Bühler
- Franz Burger (1836–1920)
- Rudolf Buttmann (1855–1927)

#### C
- Johann Cadau (1871–1912)
- Leopold Ritter von Casselmann (1858–1930)
- Johannes Cronauer

#### D
- Karl Daiser (1847–1914)
- Balthasar Ritter von Daller (1835–1911)
- Franz Xaver Dauer (1873–1937)
- Anton Deindl
- Andreas Deininger
- Theodor Dirr (1857–1931)
- Konrad Dorn
- Karl Heinrich Duschl

#### E
- Josef Echinger (1841–1911)
- Anton Ecker
- Franz Joseph Ehrhart (1853–1908)
- Robert Einhauser
- Georg Eisenberger (1863–1945)
- Simon Eisenmann (1862–1938)
- Josef Erhard (1847–1907)
- Alois Eschenbach

#### F
- Wilhelm Fauner
- Michael Flemisch
- Ludwig Forster (1868–1937)
- Moritz Freiherr von und zu Franckenstein (1869–1931)
- Alois Ritter von Frank (1859–1940)
- Joseph Frank
- Karl Leopold Maria Freiherr von Freyberg (1866–1940)
- Theobald Ritter von Fuchs (1852–1943)

#### G
- Johannes Ganzenmüller
- Karl Gebhart (1859–1921)
- Joseph Geiger (1852–1929)
- Johann Baptist Gerber
- Friedrich Gerichten
- Liborius Gerstenberger (1864–1925)
- Ludwig Giehrl
- Josef Giessen (1858–1944)
- Friedrich Goldschmit
- Georg Götz (1869–1939)
- Johannes Grandinger
- Siegmund Günther (1848–1923)

#### H
- Hans Häberlein
- Sigmund August Karl Ulrich Freiherr Haller von Hallerstein (1861–1936)
- Karl Hammerschmidt (1862–1932)
- Georg Harscher
- Karl Haßmüller
- Ludwig Haus
- Georg Heeger (1856–1915)
- Georg Heim (1865–1938)
- Heinrich Held (1868–1938)
- Johann Baptist Hierl (1856–1936)
- Michael Hierl (1868–1933)
- Leonhard Hilpert (1852–1934)
- Franz Höcht
- Johannes Hoffmann (1867–1930)
- Heinrich Hofstädter
- Joseph Huber (1860–1940)
- Karl Hübsch
- Friedrich Hudlett (1866–19??)
- Michael Konrad Hufnagel (1854–1915)
- Klement Hupfer (1849–1941)

#### J
- Franz Paul Joseph Eugen Jäger (1842–1926)
- Paul Jäger
- Christian Jungwirth

#### K
- Rudolf Kanzler (1873–1956)
- Eduard Heinrich Klement
- Lorenz Klimmer (1868–1919)
- Joseph Knipfer
- Karl Köhl (1846–1926)
- Heinrich Königbauer (1876–1929)
- Hans Kopp (1847–1915)
- Bruno Körner (1862–1927)
- Franz Krinner

#### L
- Anton Lang (1860–1931)
- Franz Xaver Lang (1867–1934)
- Alfred Lehmann (1867–1919)
- Franz Xaver Lerno (1849–1920)
- Martin Loibl (1869–1933)
- Anton Löweneck
- Joseph Ludwig

#### M
- Friedrich Mahla
- Konrad Freiherr von Malsen-Waldkirch (1869–1913)
- Ludwig Mattil
- Sebastian Matzinger (1865–1935)
- Johann Mayer
- Karl Mayer (1878–1951)
- Maximilian Joseph Maria Mayr
- Michael Melchner
- Johann Michael Merkenschlager
- Wilhelm Meußdörffer (1858–1931)
- Joseph Moritz (1845–1922)
- Michael Mößmer
- Adolf Müller (1863–1943)
- Ernst Müller-Meiningen (1866–1944)

#### N
- Lorenz Neudecker
- Dominikus Nuffer

#### O
- Georg Ohligmacher
- Georg Ritter von Orterer (1849–1916)
- Heinrich Osel (1863–1919)
- Heinrich Oswald (1866–1945)

#### P
- Joseph Graf von Pestalozza (1868–1930)
- Konrad Pflaumer
- Franz Seraphin Ritter von Pichler (1852–1927)
- Ludwig Pickelmann
- Johann Polster
- Karl Ferdinand August Prieger
- Kaspar Puffer

#### Q
- Ludwig Quidde (1858–1941)

#### R
- Ignaz Raab
- Jakob Reeb (1842–1917)
- Joseph Reiter
- Franz Reuß
- Fritz Ribot (1852–1914)
- Hans Rollwagen (1868–1912)
- Albert Roßhaupter (1878–1949)
- Andreas Rothfischer (1863–1944)
- Sebastian Ruedorffer (Rüdorffer)
- Franz Rumpel

#### S
- Joseph Säckler
- Fritz Saffer
- Georg Sagmeister
- Franz Schädler (1852–1913)
- Karl Scharnagl (1881–1963)
- Johann Konrad August Scharrer
- Joseph Schefbeck (1859–1946)
- Wilhelm Schiml
- Eduard Schmid (1861–1933)
- Joseph Schmid
- Karl Schmidt
- Franz Schmitt (1862–1932)
- Ignaz Schön
- August Schöndorf
- Johann Nepomuk Schramm
- Johann Baptist Schubert
- Jakob Schulz
- Georg Schwarz (1873–1948)
- Michael Seeberger
- Martin Segitz (1853–1927)
- Josef Siben (1864–1941)
- Joseph Simon (1865–1949)
- Christian Friedrich Soldner
- Karl Friedrich Speck (1862–1939)
- Franz Spiegler
- Wilhelm Spindler (1861–1927)
- Markus Stauderer
- Johann Steets
- Joseph Steininger (1858–1931)
- Johann Stetter
- Peter Streifinger (1853–1937)
- Max Süßheim (1876–1933)

#### T
- Friedrich Thoma (1873–nach 1934)
- Johannes Timm (1866–1945)

#### U
- Johann Unterbirker

#### V
- Martin Vögel
- Georg Heinrich Ritter und Edler von Vollmar auf Veltheim (1850–1922)

#### W
- Jakob Wagner
- Wolfgang Wagner
- Hermann Walter
- Karl Walterbach
- Friedrich Walz (1874–1952)
- Luitpold Weilnböck (1865–1944)
- Joseph Weißenfeld
- Ludwig Weiss
- Kaspar Wieland
- August Wörle (1860–1920)

## Kammer der Reichsräte

### Präsidium
- 1. Präsident: Ernst Alban Fürst zu Löwenstein-Wertheim-Freudenberg (1854–1931)
- 2. Präsident: Adolph von Auer (1831–1916)
- 1. Sekretär: Karl Max von Drechsel-Deuffstetten
- 2. Sekretär: Johann Karl Freiherr von und zu Franckenstein (1858–1913)

### Reichsräte
| Inhaltsverzeichnis A B C D E F G H L M N O P Q R S T W |

#### A
- Friedrich Philipp Ritter von Abert (1852–1912)
- Maximilian Karl Graf von Arco-Valley
- Joseph Maria Graf von Arco-Zinneberg
- Heinrich Maria Freiherr von Aretin auf Haidenburg (1875–1943)
- Adolph von Auer (1831–1916)

#### B
- Adalbert Alfons Prinz von Bayern
- Alphons Maria Prinz von Bayern
- Christoph Joseph Herzog in Bayern
- Ferdinand Maria Prinz von Bayern
- Franz Joseph Herzog in Bayern
- Franz Maria Prinz von Bayern
- Georg Franz Prinz von Bayern
- Heinrich Luitpold Prinz von Bayern
- Karl Maria Prinz von Bayern
- Karl Theodor Herzog in Bayern (1839–1909)
- Konrad Luitpold Prinz von Bayern (1883–1969)
- Leopold Maximilian Prinz von Bayern
- Ludwig Ferdinand Prinz von Bayern (1859–1949)
- Ludwig Prinz von Bayern (1845–1921)
- Ludwig Wilhelm Herzog in Bayern (1884–1968)
- Ludwig Wilhelm Karl Herzog in Bayern
- Rupprecht Maria Prinz von Bayern (1869–1955)
- Siegfried August Herzog in Bayern
- Franz Ritter von Bettinger
- Hermann Theodor Ritter von Bezzel
- Hippolyt Graf von Bray-Steinburg (1842–1913)
- Eugen Ritter von Buhl (1841–1910)
- Franz von Buhl (1867–1921)

#### C
- Friedrich Carl Fürst zu Castell-Castell (1864–1923)
- Wolfgang August Fürst zu Castell-Rüdenhausen
- Friedrich Krafft Graf von Crailsheim (1841–1926)
- Theodor jun. Freiherr von Cramer-Klett

#### D
- Friedrich Christian von Deuster (1861–1945)
- Joseph Graf von Deym zu Arnstorf
- Maximilian Joseph Graf von Deym zu Arnstorf
- Karl Max Graf von Drechsel-Deuffstetten

#### E
- Georg Albrecht Graf zu Erbach-Erbach und von Wartenberg-Roth (1844–1915)

#### F
- Wilhelm Peter Ritter von Finck (1848–1924)
- Johann Karl Freiherr von und zu Franckenstein (1858–1913)
- Carl Ernst Graf (seit 1914 Fürst) Fugger von Glött (1859–1940)
- Georg Carl Graf von Fugger zu Kirchberg und Weißenhorn

#### G
- Karl Gottfried Graf von und zu Giech
- Maximilian Casimir Guy Freiherr von Gravenreuth
- Hans Georg Freiherr von Gumppenberg-Pöttmes-Oberprennberg

#### H
- Hermann Ritter von Haag (1843–1935)
- Friedrich Haas (1846–1912)
- Antonius Ritter von Henle
- Georg Friedrich Graf von Hertling (1843–1919)
- Johannes Friedrich Fürst zu Hohenlohe-Bartenstein und Jagstberg
- Philipp Ernst Fürst zu Hohenlohe-Waldenburg-Schillingsfürst
- Ludwig Karl Graf von Holnstein aus Bayern

#### L
- Karl Friedrich von Lang-Puchhof
- Karl Friedrich von Lang-Puchhof
- Karl Jakob Ritter von Lavale
- Emich Eduard Fürst zu Leiningen (1866–1939)
- Ludwig Heinrich Emil Graf von Lerchenfeld auf Köfering und Schönberg
- Otto Ludwig Graf von Lerchenfeld auf Köfering und Schönberg
- Karl Freiherr von Lindenfels
- Eugen Freiherr von Lotzbeck auf Weyhern
- Ernst Alban Fürst zu Löwenstein-Wertheim-Freudenberg (1854–1931)
- Aloys Joseph Fürst zu Löwenstein-Wertheim-Rosenberg (1871–1952)
- Karl Heinrich Fürst zu Löwenstein-Wertheim-Rosenberg (1834–1921)

#### M
- Hugo Ritter und Edler von Maffei (1836–1921)
- Carl Joseph Maria Graf von Maldeghem
- Ferdinand Ritter von Miller (1842–1929)
- Oskar Ritter von Miller (1855–1934)
- Alfons Graf von Mirbach-Geldern-Egmont
- Joseph Maximilian Graf von Montgelas
- Ernst Maria Graf von Moy
- Heinrich Karl Graf von der Mühle-Eckart auf Leonberg

#### N
- Friedrich Freiherr von Niethammer

#### O
- Albrecht Franz Fürst von Oettingen-Oettingen und Oettingen-Spielberg
- Karl Friedrich Fürst zu Oettingen-Oettingen und Oettingen-Wallerstein
- Franz Karl Julius Graf zu Ortenburg-Tambach

#### P
- Friedrich Ritter von Pflaum
- Eduard Georg Benedikt Freiherr Poschinger von Frauenau (1869–1942)
- Maximilian Emanuel Graf von Preysing-Lichtenegg-Moos

#### Q
- Bertram Otto Fürst von Quadt zu Wykradt und Isny (1849–1927)

#### R
- Friedrich Ludwig Graf von Rechteren und Limpurg (1811–1909)

#### S
- Karl Theodor Graf von und zu Sandizell (1865–1939)
- Alfred Ferdinand Freiherr von Schaezler
- Georg Ritter von Schanz (1853–1931)
- Markus Paul Freiherr von Schnurbein
- Arthur Franz Graf von Schönborn-Wiesentheid
- Carl Maria von Seinsheim-Sünching auf Grünbach
- Maximilian Graf von Soden-Fraunhofen (1844–1922)
- Berthold Schenk Graf von Stauffenberg
- Franz Joseph Ritter von Stein (1832–1909)

#### T
- Heinrich Ritter von Thelemann (1851–1923)
- Hans Karl Freiherr von Thüngen
- Albert Maria Fürst von Thurn und Taxis
- Hans Veit Graf von Toerring-Jettenbach-Guttenzell auf Seefeld

#### W
- Friedrich Ludwig Graf von Waldbott-Bassenheim
- Georg Maximilian Fürst von Waldburg zu Zeil und Trauchburg (1867–1918)
- Karl Philipp Fürst von Wrede
- Ludwig Veit Freiherr von Würtzburg